# Luteranska cerkev, Novočerkassk
Evangeličanska (baptistična) cerkev (znana tudi kot luteranska cerkev v Novočerkassku je največja protestantska (baptistična) cerkev v mestu Novočerkassk, Rostovska oblast, Rusija. Zgrajena je bila leta 1898 po načrtih arhitekta Nikolaja Ivanoviča Rollerja. Cerkev velja za arhitekturni spomenik kulturne dediščine regionalnega pomena.

## Zgodovina
V Novočerkassku, tako kot v celotnem evropskem delu Rusije, je že od 18. stoletja živelo veliko Nemcev, ki so bili vabljeni, da se tam naselijo. Ukvarjali z različnimi obrtmi: mnogi so bili zdravniki, drugi arhitekti, trgovci, uradniki. Večinoma so bili protestanti, kar jim je povzročalo nekaj težav, saj marsikje niso imeli prostora za bogoslužje. Konec 19. stoletja so se lokalne oblasti, da bi rešile ta problem v Novočerkassku, odločile, da bodo v mestu namenile zemljišče za gradnjo luteranske cerkve. Cerkev je bila zgrajena leta 1898 po projektu arhitekta Nikolaja Ivanoviča Rollerja, in sicer v neogotskem slogu, ki je bil značilen za Nemčijo. Ima en zvonik, pročelje cerkve spominja na tradicionalne značilnosti srednjeveške arhitekture.
Pred oktobrsko revolucijo se v cerkev ni odvijala le bogoslužna dejavnost: bila je tudi pomembno kulturno središče mesta. Pogosto je bila uporabljena tudi kot koncertna dvorana.
Leta 1930 so cerkev po ukazu sovjetske oblasti zaprli. Ponovno so jo odprli med drugo svetovno vojno, ko je Novočerkassk zasedel Wehrmacht. Po vojni je bila cerkev spet zaprta in uporabljena kot skladišče. V sedemdesetih letih je bila popolnoma zapuščena in sesuta. Leta 1990 je bila cerkvena zgradba predana skupnosti evangeličanskih kristjanov - baptistov, čeprav je v preteklosti pripadala luteranski skupnosti. Leta 1992 je bila cerkev vpisana v register kulturne dediščine regije Rostov. Leta 1994 je bila obnovljena tudi na račun baptistične občine.